# Przejściowy Punkt Kontrolny Głubczyce
Przejściowy Punkt Kontrolny Głubczyce – zlikwidowany pododdział Wojsk Ochrony Pogranicza wykonujący kontrolę graniczną osób, towarów i środków transportu bezpośrednio w przejściu granicznym na granicy polsko-czechosłowackiej.

## Formowanie i zmiany organizacyjne
W październiku 1945 Naczelny Dowódca WP nakazywał sformować na granicy 51 przejściowych punktów kontrolnych.
Graniczna placówka kontrolna Głubczyce została utworzona w październiku 1945 jako Kolejowy Przejściowy Punkt Kontrolny Głubczyce (PPK Głubczyce) – III kategorii o etacie nr 8/12 . Obsada PPK składała się z 10 żołnierzy i 1 pracownika cywilnego.
Przejściowy Punkt Kontrolny Głubczyce został rozformowany jesienią 1946.

## Ochrona granicy
Podległe przejście graniczne
- Pietrowice Głubczyckie-Krnov.